# فهرست شخصیت‌های ۲۴

فهرستی از شخصیت‌های سریال ۲۴ به شرح زیر:

## شخصیت‌های اصلی
شخصیت‌هایی که بیش از ۴ فصل را در این سریال نقش‌آفرینی کرده‌اند.
- جک باور (کیفر ساترلند) : نام مأمور ویژهٔ دولتی خدمتگزار به دولت آمریکا که شخصیت اصلی این سریال است و در تمامی قسمت‌ها نقش بازی می‌کند، او درای یک فرزند به نام کیم باور است.
- کیم باور (الیشا کاتبرت) : فرزند جک باور که در فصل اول با مادرش تری باور رابطه‌ی خوبی ندارد پس از مشاهدهٔ فداکاری‌های مادرش تصمیم به برقرارکردن رابطهٔ خوب با مادرش می‌شود، پس از کشته شدن مادرش پدرش را مقصر می‌داند که البته پس از مدتی متوجه اشتباهاتش می‌شود.
- تونی آلمیدا (کارلوس برنارد) : همکار و دوست بسیار صمیمی جک که در فصل دوم با میشل دسلر آشنا می‌شود و پس از مدتی با او ازدواج می‌کند، پس از کشته شدن میشل درصدد انتقام از قاتلانش بر می‌آید و تاحدودی موفق می‌شود.
- کلوئی ابرایان (مری‌لین رایسکوب) :دوست و همکار صمیمی جک، او در فصل‌های سوم، چهارم، پنجم، ششم، هفتم و هشتم نقش‌آفرینی می‌کند.
- دیوید پالمر (دنیس هایسبرت) :نامزد ریاست جمهوری در فصل یک که پس از مدتی به ریاست جمهوری آمریکا می‌رسد، او دوست جک است و پس از سالها خدمت به آمریکا در فصل پنجم توسط عوامل فساد دولتی کشته می‌شود.
- شری پالمر (پنی جانسون جرالد) او همسر دیوید پالمر رئیس جمهور آمریکا بود که از او جدا شد.
- کیت وارنر (سارا واینتر) در فصل دو این سریال رابطه عشقی با جک باور داشت.
- کول ارتیز (فردی پرینز)

## دیگر شخصیت‌ها
- تری باور
- نینا مایرز
- مایک نویک
- کیت وارنر
- جورج میسون
- شری پالمر
- میشل دسلر
- چیس ادموندز
- آدری رینز
- ارین دریسکول
- سارا گاوین
- کرتیس مانینگ
- جیمز هلر
- چارلز لوگان
- آرون پیرس
- بیل بیوکانان
- ادگار استایلز
- مارتا لوگان
- وین پالمر
- تام لنوکس
- کرن هیز
- موریس ابرایان
- مایلو پرسمن
- نادیا یاسیر
- ساندرا پالمر
- الیسون تیلور
- رنه واکر
- هنری تیلور
- اتان کنین
- لری ماس
- شون هیلینگر
- جنیس گلد
- عمر حسن
- برایان هاستینگز
- دینا والش
- راب ویس
- آرلو گلاس
- کول ارتیز
- جان میسن (پسر جُرج میسن)
- میگل (دوست پسر کیم در فصل دو)
- بیریک (پسری که به همراه دوستش دَن در قسمت نخست فصل نخست کیم و دوستش جنت یُرک را به سمت خود می‌کشانند و این‌گونه خانواده جک باور را درگیر عملیات تروریستی می‌کنند)
- جولیا میلیکن (قاتل شری پالمر در فصل سه)
- ریچارد والش (مافوق جک باور که در قسمت‌های نخستین فصل نخست)
- کارلو متیسن (همسر و مقتول گری متیسن در فصل دو)

### شخصیت‌های منفی
- چارلز لوگان : رئیس جمهور فاسد ایالات متحده آمریکا (همدست یوری سواروف)
- یوری سواروف : رئیس جمهور فاسد فدراسیون روسیه (همدست چارلز لوگان)
- نوح دنیلز : معاون رئیس جمهور آمریکا (فصل ۶) که شخصی قدرت طلب است.

#### تروریست‌ها
- ویکتور دریزن (صربستانی)
- سعید علی (عرب)
- رامن سالازار (مکزیکی)
- هکتور سالازار (مکزیکی)
- مایکل آمادور(اوکراین)
- حبیب مروان (عرب)
- ناوی آراز (ترک)
- ولایدمیر بیرکو (روسی)
- ابو فاید (عرب)
- دیمیتری گردنکو (روسی)
- بنجامین جوما (آفریقایی)
- ایکه دوباکو (آفریقایی)
- فرهاد حسن (عرب)
- سمیر مهران (عرب)